# 아메리칸 맥기

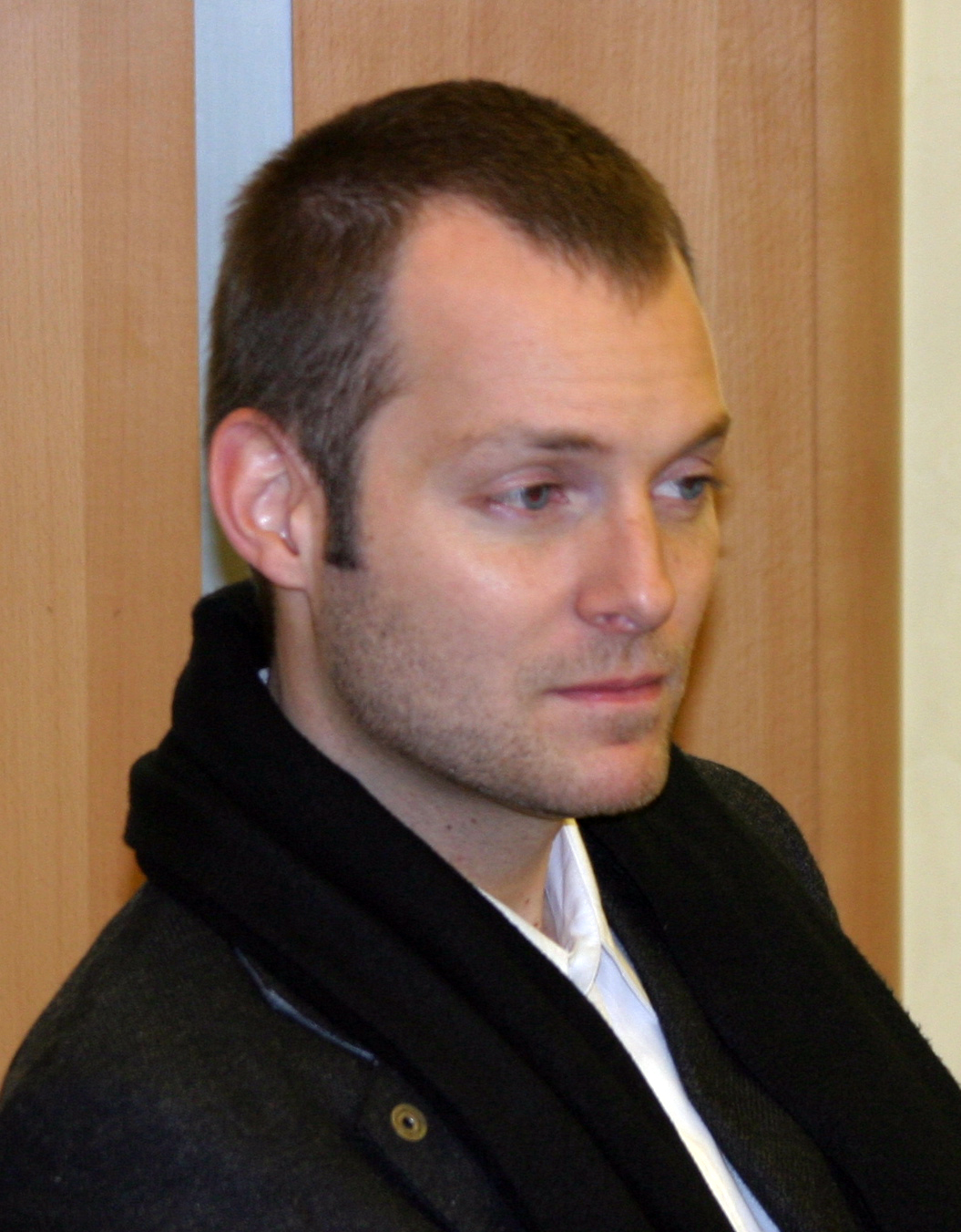

아메리칸 맥기(American McGee, 1972년 12월 13일 ~ )는 미국의 비디오 게임 디자이너이다. 아메리칸 맥기의 앨리스와 후속작 앨리스: 매드니스 리턴즈, 그리고 이드 소프트웨어의 다양한 비디오 게임에 기여했다.

## 게임
- 둠 (1993년 비디오 게임)
- 울펜슈타인 3D
- 둠 2 (비디오 게임)
- 둠 (1993년 비디오 게임)
- 퀘이크 (비디오 게임)
- 퀘이크 2
- 아메리칸 맥기의 앨리스
- 앨리스: 매드니스 리턴즈